# Escala 2
A escala 2 ou bitola 2, é uma escala originalmente de 64 mm, e mais tarde padronizada em 50,8 mm em 1909, uma redução de 20% e alteração na definição de mm para polegadas, o que fez com que caísse em desuso. A bitola foi introduzida pela Märklin na feira de brinquedos de Leipzig em 1891. A bitola 2 equivalia à escala de 1:22,5.

## Utilização
Depois da troca para a bitola de 50,8 mm em 1909, a bitola de 64 mm foi padronizada como bitola 3 (ou bitola III).
Os trens europeus da escala G eram construídos sob a mesma escala de bitola 2, mas com uma pequena diferença na bitola dos trilhos de 45 mm (a mesma da bitola 1). A escala G é equivalente a 1:22,5 do original de 1.000 mm das ferrovias modernas. Como resultado, a combinação de escala e bitola é chamada as vezes de IIm na literatura européia.
No Reino Unido, a bitola 2 tinha 50,8 mm, enquanto a bitola 3 tinha 64 mm. Sendo assim, a escala G era chamada raramente de 3m. A bitola padrão de 50,8 mm das locomotivas padrão levava a uma escala de 1:28,25, não muito distante da relação 1/29 usada por alguns fabricantes com trilhos de 45 mm de bitola. Seguindo a tradição de as bitolas dos modelos serem mais estreitos do que o equivalente real (sendo a Escala OO um exemplo clássico), isso era perfeitamente aceitável.